# Целіни-Пшеславіцькі
Целіни-Пшеславіцькі (пол. Celiny Przesławickie) — село в Польщі, у гміні Мехув Меховського повіту Малопольського воєводства.
Населення — 136 осіб (2011).
У 1975-1998 роках село належало до Келецького воєводства.

## Демографія
Демографічна структура станом на 31 березня 2011 року:
|          | Загалом | Допрацездатний вік | Працездатний вік | Постпрацездатний вік |
| -------- | ------- | ------------------ | ---------------- | -------------------- |
| Чоловіки | 63      | 12                 | 40               | 11                   |
| Жінки    | 73      | 10                 | 43               | 20                   |
| Разом    | 136     | 22                 | 83               | 31                   |